# Immacolata e San Vincenzo
Crkva Immacolata e San Vincenzo i njezin susjedni samostan vjerski su objekti na piazzetti San Vincenzo u Rione Sanità u Napulju, južna Italija.
Osnovao ju je u 8. stoljeću otac Gregorio Maria Rocco iz Chiaie. Podignuta je na mjestu ranije crkve pod nazivom "Santa Maria di Nazareth". Godine 1758. crkva je zajedno s kućama s lijeve strane rekonstruirana u baroknom stilu prema nacrtima Bartolomea Vecchionea. U katakombama su pokopani leševi iz kuge 1656. godine. U unutrašnjosti je platno Pietra Bardellina, koje prikazuje sv. Vincenza kako Djevici Vergine preporučuje siročad (1754.). Prezbiterij je štukaturiran u 18. stoljeću, au njemu se nalazi grobnica Sabata Mansa (1747.), koji je bio pokrovitelj potonje obnove.
Zatvorena je za bogoslužje 1861., a ponovno je otvorena 1975. godine. Dekonsekrirana je 1984. Od 2013. crkva je domaćin kazališta, "Nuovo Teatro Sanità".

## Vanjske poveznice
|  | Zajednički poslužitelj ima još gradiva o temi Immacolata e San Vincenzo |